# Alberton (Gauteng)
Pour les articles homonymes, voir Alberton.

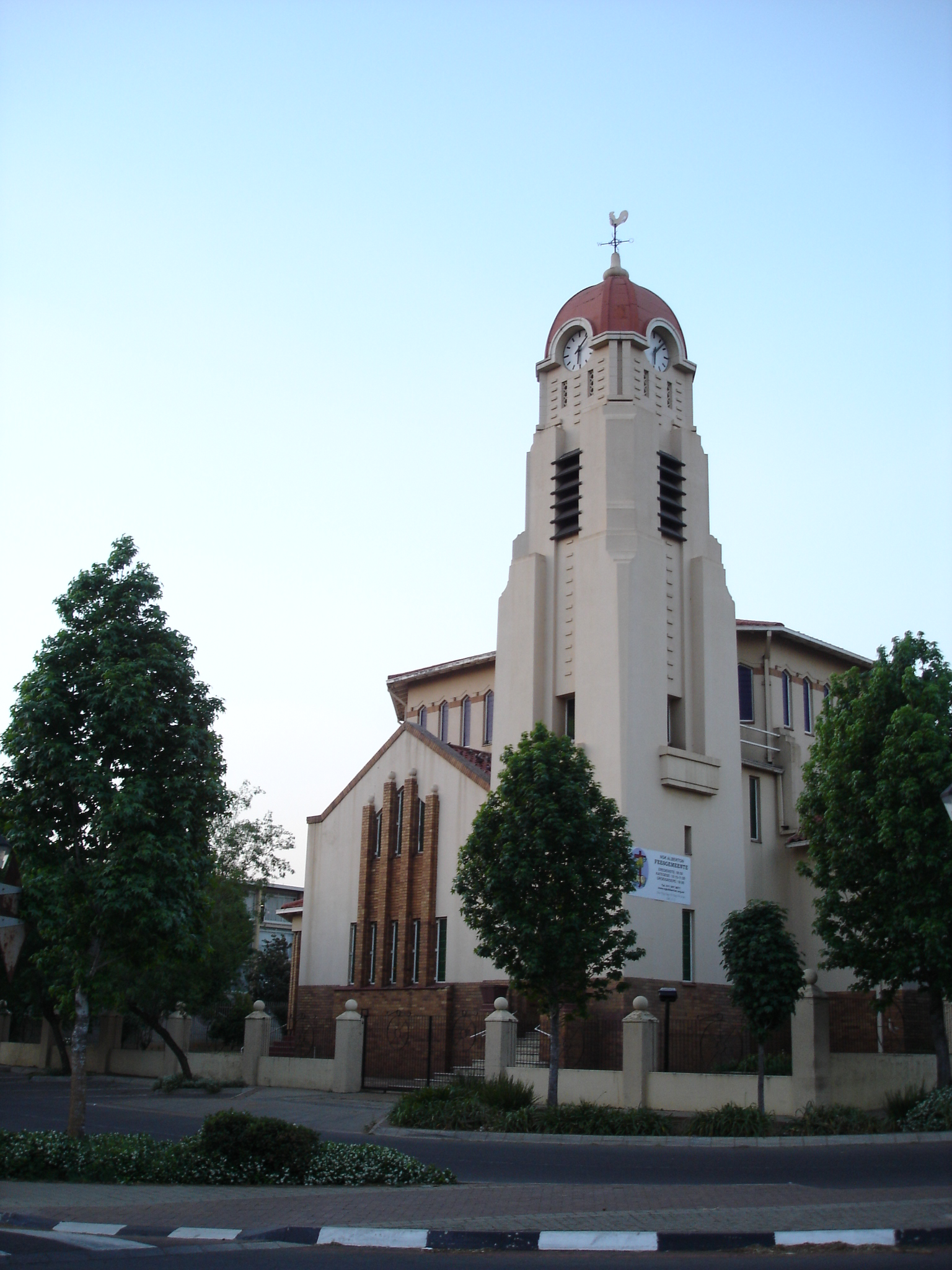
Église réformée néerlandaise d'Alberton

Alberton (du nom du général Hennie Alberts) est une ville d’Afrique du Sud, située dans la province de Gauteng, à environ une quinzaine de kilomètres au Sud-Est de Johannesburg. 

## Démographie
Selon le recensement de 2011, la ville compte 121 536 habitants, peuplée à 53,21 % de blancs.

## Historique
Alberton fut fondée sur une parcelle de la ferme Elandsfontein, achetée à son père par Johannes Petrus Meyer. Il édifia sa propre ferme au bord du Natalspruit, près de l'endroit où se tient de nos jours le centre civique et se lança dans le commerce dans les années 1870. Après sa mort, sa ferme est reprise par son frère, Johan Georg (Org) Meyer qui cède, au début du XXe siècle, une partie du domaine foncier au Général Hennie Alberts, un vétéran de la seconde guerre des Boers, qu'il baptise  Alberton.
Autour de la ferme se développa une localité puis un village. Le premier bureau de poste ouvre en 1926 et en 1938 commencent les travaux de construction d'une mairie. Des noms des rues de la banlieue nord de Alberton sont rebaptisées en 1938 au nom des personnalités Voortrekkers lors de la commémoration du Grand Trek.
En 1948, Hendrik Verwoerd fut le candidat du parti national pour la circonscription d'Alberton. Il fut alors battu par Marais Steyn, le candidat du parti uni. Quelques années plus tard, Hendrik Verwoerd devenait le premier ministre de l'Afrique du Sud. Il est resté pour l'histoire le grand architecte de l'apartheid.

## Géographie, administration et urbanisme
Alberton est située à environ 1570 m d'altitude. C'est une ville industrielle  de banlieue qui fait partie de la municipalité métropolitaine d'Ekurhuleni au côté des villes de Germiston, Bedfordview et Edenvale. On y trouve plusieurs centres commerciaux, des bibliothèques, des cliniques, des hôpitaux et des lieux de divertissement. 
Un tronçon de Voortrekker road près du Alberton City Shopping Mall est une zone piétonne (Alberton Boulevard). 
Centre initial de la ville de développement était dans la région maintenant connue comme Alberton Nord ou «vieux» Alberton.
Alberton est constituée de 21 quartiers (suburb) : Alberante, Alberton SP, Albertsdal, Alrode, Alrode Sud, Bassonia Rock, Brackendowns, Brackenhurst, Eden Park, Florentia, General Albertspark, Linmeyer, Mayberry Park, Meyersdal, Newmarket Park, New Redruth, Raceview, Randhart, Crest Sud, Verwoerdpark et Wierda Caravan Park.
Alrode constitue le quartier industriel de Alberton depuis 1943.
Le quartier noir d'Alberton était à l'origine située près du barrage mais durant l'apartheid, la population noire fut déplacée vers des quartiers périphériques tandis qu'à la place, un quartier blanc nommé Verwoerdpark, du nom de l'ancien premier ministre Hendrik Verwoerd, était aménagé.

## Personnalités liées à Alberton
- Johan Steenekamp, ancien joueur de rugby
- Hans Vonk, footballeur
- Marais Viljoen (1915-2007), homme politique, député d'Alberton (1953-1976) et chef d'État, président de l'État de la République d'Afrique du Sud (1979-1984).
- Lood de Jager, joueur de Rugby à XV, .
- Janine van Wyk (1987-), Footballeuse internationale.